# Природонаучен музей на Македония
Националната институция „Природонаучен музей Македония“ – Скопие (на македонска литературна норма: Национална установа „Природонаучен музеј на Македонија“ - Скопје) е музей и научна институция в Скопие, Северна Македония, основната от този род в страната.
Музеят е основан в 1927 г. под името Музей на Южна Сърбия от видния зоолог Станко Караман. По време на българското управление в областта в периода 1942 – 1944 година е филиал на Природонаучния музей в София. След войната е преименуван в Природонаучен музей – Скопие.
В музея има колекции от зоологически и ботанически препарати, както и много богата колекция от палеонтоложки находки. Палеонтологичната колекция от късномиоценски туролски) костни останки от сухоземни бозайници (основно нечифтокопитни, чифтокопитни, хищници, примати и др.), както и гигантски сухоземни костенурки, е една от най-богатите на Балканския полуостров и в Европа.